# Revolution (Roy Paci & Aretuska)
Revolution è un singolo del gruppo musicale italiano Roy Paci & Aretuska, pubblicato l'8 settembre 2017 come secondo estratto dall'album in studio Valelapena.

## Descrizione
Il brano è stato definito dal gruppo come un nuovo stadio di vita, una rivoluzione personale per alleggerirsi dalle zavorre del passato e proiettarsi in avanti. Parlando del significato del testo al quotidiano La Sicilia, Roy Paci ha detto:

## Video musicale
Il video è stato diretto da Lorenzo Vignolo. Nel video Roy Paci duetta con Emenél in varie location del sud Italia.

## Tracce
1. Revolution – 3:25

## Formazione
- Roy Paci - voce, cori, tromba, flicorno, arrangiamento, tastiera
- Moreno "Emenél" Turi - voce, cori
- Grazia Negro - cori
- Marco Motta - sassofono baritono
- Massimo Marcer - tromba, flicorno
- Stefano Cocon - tromba, flicorno
- Stefano Olevano - corno francese
- Giorgio Giovannini - trombone
- Giulio Rosa - tuba
- John Lui - chitarra
- Gabriele Lazzarotti - basso
- Mylious Johnson - batteria
- Dani Castelar - programmazione